# Hidratação
Hidratação essencialmente é a reposição de água no organismo, mantendo sua composição corporal. A água representa cerca de 60% do peso corporal de um adulto. A hidratação pode ser realizada por via oral ou intravenosa.
A maior parte da água no organismo se encontra no compartimento intracelular e proporciona o meio através do qual se realizam as funções metabólicas. Portanto, as modificações na quantidade de água intracelular afetarão gravemente a saúde do indivíduo. Via de regra o compartimento intracelular é o último a alterar-se nas enfermidades (ou agravos com hemorragias) que se acompanham dos transtornos do volume do líquido corporal. A água extracelular que é mais lábil se divide em dois compartimentos o intersticial e o plasma. 
O balanço ou distribuição dos líquidos nos compartimentos vascular, intersticial e celular depende de várias condições orgânicas a exemplo da temperatura, função renal, presença de eletrólitos em níveis adequados e patologias que sobrecarreguem o organismo na produção  e eliminação de fluidos como nas diarreias ou expectoração entre outras condições. 
Segundo Burke (o.c.) na hidratação o fundamental de qualquer perda líquida, é que seja substituída por um volume adequado antes mesmos de se tentar corrigir as alterações eletrolíticas. Uma perda de líquidos que comprometa cerca de 20% do peso corporal pode ser fatal. Associado às funções da hidratação está a reposição de nutrientes à pacientes que não podem consumir alimentos por via bucal e a manutenção do acesso venoso em pacientes que venham necessitar de administração de medicamentos numa condição de internamento hospitalar.

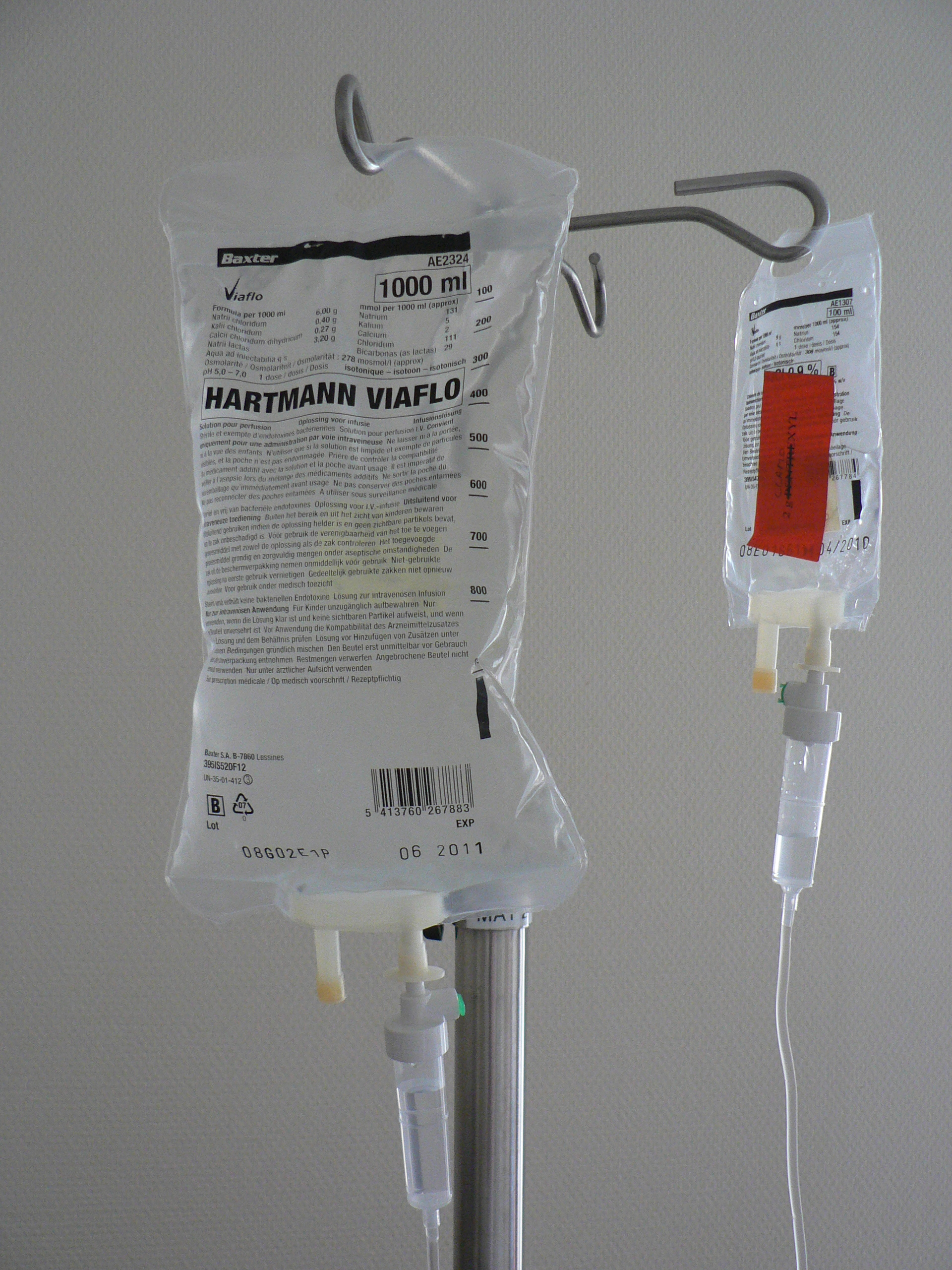
Bolsas de infusão para terapia intravenosa

Sintomas da desidratação:
- Cãibras;
- Fadiga;
- Elevação da frequência cardíaca;
- Vertigens e tonturas;
- Náuseas e vômitos;
- Alterações visuais e auditivas.